# Фульдский коридор

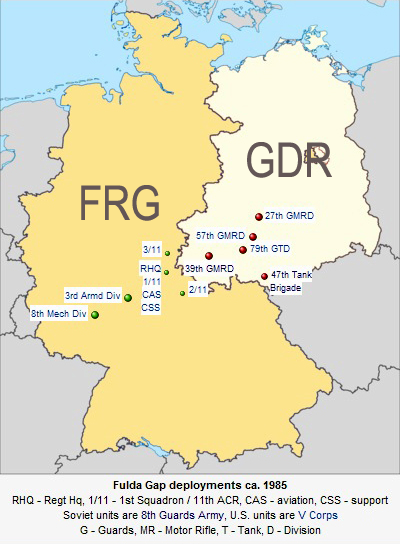
Дислокация соединений 8-й гвардейской армии ВС Союза ССР и V корпуса армии США возле «Фульдского коридора» по состоянию на 1985 год (надписи на английском языке)

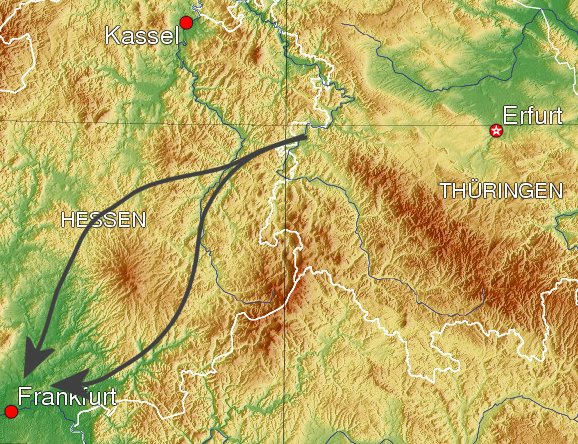
Предполагаемые направления движения формирований государств Варшавского договора в сторону Франкфурта-на-Майне, в так называемом «Фульдском коридоре»

«Фульдский коридор» (англ. Fulda Gap, досл.: «Фульдский промежуток») — территория в германской земле Гессен, начинающаяся от границы с Тюрингией в районе города Фульда и пролегающая в направлении Франкфурта-на-Майне, представляющая собой наиболее вероятное с точки зрения военной науки направление движения сухопутных сил противоборствующих сторон — ВС СССР и ОВД против сил НАТО — в случае крупного военного конфликта в Германии, название предложено западными военными аналитиками.

## Общие сведения
Коридор представляет собою две низменности (между горными массивами Верхний Рён (нем. Hohe Rhön) и Кнюлльгебирге (нем. Knüllgebirge), и между горными системами Шпессарт и Фогельсберг. С 1945 года начало «Фульдского коридора» находилось на линии размежевания между советской и американской оккупационными зонами в Германии, в дальнейшем — на государственной границе между ГДР и ФРГ.
Понятие «Фульдского коридора» использовалось в военном планировании НАТО в период Холодной войны — этот участок считался одним из наиболее вероятных направлений возможного вторжения в Западную Европу войск и сил Организации Варшавского договора. Считалось, что коридор хорошо подходит для оперирования крупными бронетанковыми соединениями, которые являлись основной ударной силой Группы советских войск, расквартированных в Центральной Европе. Ожидалось, что советское командование начнёт наступление из района городов Айзенах и Эрфурт (8-я Гв. А) в направлении финансовой столицы ФРГ — Франкфурта-на-Майне (в районе которого при этом располагается одна из крупнейших баз ВВС США в Европе — Рейн-Майн).
В советской и российской военной литературе район, соответствующий «Фульдскому коридору», получил наименование «Айзенахский проход».
Вторжение по «Фульдскому коридору» требовало форсирования лишь одной небольшой реки — Фульды, которая в летний период переходима вброд.
В качестве альтернативных маршрутов гипотетического советского вторжения в государства НАТО рассматривали Северо-Германскую низменность и долину реки Дунай в Австрии.
В случае начала военных действий западные стратеги предполагали дать в «Фульдском коридоре» генеральное танковое сражение (встречный бой), под условия местности в обсуждаемом районе проектировался целый ряд образцов американского противотанкового вооружения, как пехотного, так и авиационного. Учитывая численное превосходство вероятного противника, широкое развитие получили кластерные боеприпасы и оружие массового уничтожения.
Коридор находился в полосе ответственности 5-го корпуса (V Corps) Армии США, непосредственное прикрытие с 1972 по 1994 год осуществлял 11-й бронекавалерийский полк, имевший на вооружении танки, боевые разведывательно-дозорные машины и другую бронетехнику.
Задача полка заключалась в сдерживании советского наступления до подхода основных сил корпуса, обеспечении непрерывного визуального контакта с противником, оценке состава сил противника. Предполагалось, что после развертывания для обороны коридора будут направлены также 3-я танковая дивизия и 8-я пехотная дивизия. Поскольку американское командование было не уверено в том, что советский натиск удастся сдержать, в районе коридора были размещены ядерные мины. Район коридора оснащался средствами радиоэлектронной борьбы, специально для работы на этом направлении готовились офицеры-лингвисты, специализировавшиеся на русском и немецком языках. 3-я танковая дивизия имела в своем распоряжении собственное вертолётное подразделение, которое в 1987 году стало первым, получившим на вооружение вертолёты AH-64 Apache.
«Фульдский коридор» утратил своё значение после окончания Холодной войны, объединения Германии, расформирования Фольксармее и вывода с территории ГДР в 1994 году войск и сил российской Западной группы.